# Whobegotyou
Whobegotyou (19 de agosto de 2005 - 12 de septiembre de 2012) fue un caballo de carreras purasangre australiano que ganó nueve carreras, incluido el Group One  (G1), Caulfield Guineas y Yalumba Stakes totalizando $3.115.450 dólares en premios.
Whobegotyou nació el 19 de agosto de 2005 y fue criado por Lockyer Thoroughbreds. El padre de Whobegotyou fue un caballo de carreras excepcional llamado Street Cry (IRE), que ganó la Copa Mundial de Dubái y que también fue padre de ganadores de más de $ 51 millones, como Shocking, Street Sense y Zenyatta.
Whobegotyou fue aprobada en el English Classic mensual de febrero de 2007 en Sídney y más tarde fue vendido por 19.500 dólares a Laurence E. Eales de Victoria. Poseía un temperamento bueno, pero no tardó en convertirse en un animal malhumorado, por lo que se decidió castrarlo antes de enviarlo a Mark Kavanagh, para su formación.
Whobegotyou murió repentinamente en una propiedad cerca de Sunbury en septiembre de 2012, a los siete años de edad.